# Dipa Nusantara Aidit
Dipa Nusantara Aidit (n. 30 iulie 1923 - d. 22 noiembrie 1965) a fost un om politic indonezian, care a deținut diverse funcții politice.
În 1943 devine membru al Partidului Comunist din acestă țară, ca în 1959 să ajungă președinte al comitetului central al acestui partid.
Din 1962 până la sfârșitul vieții, este vicepreședinte al Consiliului Consultativ Popular și membru în guvern.
Își pierde viața în urma unui asasinat.
1. 1 2  Dipa Nusantara Aidit, SNAC, accesat în 9 octombrie 2017
2. 1 2  Dipa Nusantara Aidit, Munzinger Personen, accesat în 9 octombrie 2017